# Shaheen-III
El Shaheen-III (Urdu: شاہین– ااا; literalmente Halcón Blanco-III) es un misil balístico de alcance medio tierra-tierra desarrollado por Pakistán, que fue probado por primera vez por el servicio militar el 9 de marzo de 2015.
El desarrollo comenzó en secreto a principios de la década de 2000 en respuesta al Agni-III de la India. Shaheen fue probado con éxito el 9 de marzo de 2015 con un alcance de 2750  km (1700 millas), lo que le permite atacar toda la India y llegar profundamente a Oriente Medio y partes del norte de África. El misil, según un ex director general de la División de Planes Estratégicos de Pakistán , está diseñado para alcanzar las islas indias de Andaman y Nicobar para que la India no pueda utilizarlas como “bases estratégicas” para establecer una “capacidad de segundo ataque”.
El programa Shaheen se compone de un sistema de combustible sólido, a diferencia del programa Ghauri, que se basa principalmente en un sistema de combustible líquido. Con el lanzamiento exitoso del Shaheen-III, supera el alcance del Shaheen-II; por lo tanto, es el misil de mayor alcance lanzado por el ejército paquistaní.
El misil está actualmente operativo.